# Линия грёз (цикл)
«Линия грёз» — цикл научно-фантастических романов известного российского писателя Сергея Лукьяненко. Мир, в котором происходит действие романов, похож на мир компьютерной игры Master of Orion. Из игры заимствованы названия всех инопланетных рас, большинства планет, некоторых видов оружия (фузионное ружьё, биотерминатор). Но ряд важных понятий (таких, как аТан и Линия Грёз), а также персонажи и сюжет книги никак не связаны с игрой. Расы, хотя и сохраняют названия оригинальных, в отдельных деталях существенно отличаются от них (например, дарлоки в книге являются не перевёртышами, а змейками-паразитами наподобие гоа’улдов).
Цикл включает в себя два романа («Линия грёз» и «Императоры иллюзий»), написанные в 1996, и повесть «Тени снов» (1998), являющуюся приквелом «Линии грёз».

## Мир «Линии грёз»
Действие романов происходит в мире будущего. Человечество открыло способ межзвёздных путешествий в гиперпространстве, после чего приступило к активной колонизации космоса и столкнулось с чужими (инопланетными расами). Началась Смутная война между населяющими Галактику цивилизациями, в которой победили люди. Все человеческие миры были объединены в единую Империю, которую возглавил император Грей. Раса саккра была полностью уничтожена, а с остальными человечество заключило мир. Люди вошли в Тройственный Альянс с расами булрати (существа, внешне похожие на медведей и обладающие огромной физической силой) и меклонцев (раса киборгов). Булрати и меклонцы получили право жить на людских планетах и служить в людской армии и Службе Имперской Безопасности (СИБ). Главной религиозной организацией в Империи стала церковь Единой Воли, которую возглавляет патриарх. Кроме неё, среди религиозных направлений упоминаются православие и секта механистов, которые стремятся к замене частей своего тела механическими имплантатами.
Ко времени действия романа Империя охватывает множество планет, каждая из которых имеет свои законы, обычаи и традиции, но признаёт власть Императора, который, в свою очередь, стремится учитывать интересы планет. Столица Империи расположена на Терре (бывшая Земля).
Вскоре после окончания Смутной войны происходит событие, сильно изменившее мир, — молодой и ничем не примечательный служащий имперского флота Кертис Ван Кертис стал обладателем технологии «аТан», позволяющей воскрешать людей сразу после их смерти.

## аТан
аТан — технология, позволяющая воскрешать людей. Введение этого сюжетообразующего элемента фантастического мира является продолжением традиции фантастических описаний преодоления смерти, начатой Александром Беляевым в романе «Голова профессора Доуэля» и продолженной Лоис Макмастер Буджолд в цикле «Сага о Форкосиганах», у которой мозг реципиента пересаживается в тела специально выращенных клонов.
аТан появился в результате вмешательства Бога в естественный ход вещей: «обычные» технологии позволяют воссоздать только тело, лишённое разума. Разум появляется в новом теле только после смерти «предыдущего», при этом смерть невозможно скрыть никаким известным способом, таким образом аТан является экспериментальным доказательством существования души.
По официальной версии Кертис Ван Кертис купил у псилонцев прототип "аТан"а за две с половиной тысячи кредов, «…цена была удивительно низкой…» Это был всего лишь молекулярный репликатор, устройство могло восстановить предмет, тело. Появлялся «зомби», "аТан"ом это стало позже. Через полтора года псилонцы закапсулировали свою зону космоса…
Последнюю, заключительную стадию подключения новой станции «аТан», всегда производит только сам Кертис. Кертис основал компанию «аТан», предоставляющую услуги по воскрешению людей. После снятия матрицы молекулярным сканированием (отнюдь не безболезненная процедура) в тело вживлялась нейронная сеть и тогда после смерти носителя цепи ближайшая к месту гибели станция «аТан» получала сигнал. Если «аТан» был оплачен, запускалась процедура восстановления, если нет — сигнал просто стирали. Вскоре Кертис стал самым влиятельным человеком в Империи. Цена на аТан очень высока, так что им пользуются очень немногие. Кроме того, аТан не используют чужие (кроме мршанцев и псилонцев). аТан позволил усилить превосходство человеческой расы над чужими, в том числе из-за использования военными, учеными и изобретателями.
Наряду с компанией «аТан», влиятельными организациями Империи являются церковь Единой Воли и Семья — крупнейшая мафиозная организация, базирующаяся на планете Горра.

## Главные герои
- Кей Дач/Альтос — уроженец второй планеты Шедара (вторая из трёх планет, которые называют «Три сестры»), телохранитель именной категории (первая сотня) «С» («Смерть»), киллер (прозвище «Корь», после «чистки» на Хааране).
- Кертис Ван Кертис — создатель и глава аТана, по всеобщему заблуждению, самый старый человек во Вселенной.
- Артур Ван Кертис — клон Кертиса. В отличие от прототипа, осторожного до трусливости циника, является мужественным и самоотверженным человеком.
- Томми Арано — другой клон Кертиса, лишённый памяти в результате вмешательства силикоидов. Как и Артур, самоотверженный и смелый, способен к кровной мести.
- Изабелла Каль — заместитель командующего СИБ Инцедиоса, беспринципная садистка, помешанная на сексе, сведённая в конце концов с ума бесконечной гонкой за Кеем и Артуром Ван Кертисом.
- Адмирал Карл Лемак — в прошлом герой Тукайского конфликта; в дальнейшем — талантливый интриган.
- Император Грей — помимо титула, действительно самый старый человек во Вселенной.
- Вячеслав Шегал — клинч-командор, спецагент императора Грея, воплощение создателя Вселенной.
- Ванда Каховски/Генриетта Фискалоччи/Ванда-Кровь — полковник СИБ на пенсии, телохранитель категории «Х» (хранитель), диссидентка.
- Лика Сейкер — глава теневого синдиката, Мать «Семьи», подруга детства Кея, «супер» (как и Кей) — дитя запрещённой в Империи генной инженерии; согласно заявлению императора Грея, «умеет читать».
- Маржан Мухаммади — механистка (тело усовершенствовано за счет механизмов, в отличие от киборгов, у которых внесены изменения в мозг, механисты сохраняют все чувства), любовница Артура Ван Кертиса.
- Аггаш — булрати, был карателем во время Смутной Войны, обучавший Кея Альтоса в имении Кертиса Ван Кертиса и убитый своим учеником.